# Martha Hyer
Martha Hyer (Fort Worth, Texas, 10 d'agost del 1924 − Santa Fe, Nou Mèxic, 31 de maig del 2014) va ser una actriu estatunidenca.

## Biografia
Després de completar els seus estudis, va realitzar la seva següent actuació en The Locket el 1946. Entre les seves moltes pel·lícules destaquen Sabrina (1954), Houseboat (1958), Com un torrent (1958), First Men in the Moon (1964) i The Sons of Katie Elder (1965). També va protagonitzar Bikini Beach (1964), una de les típiques pel·lícules de platja dels 60, amb Frankie Avalon i Annette Funicello.
El 1958, va ser nominada a l'Oscar a la millor actriu secundària pel seu paper en Com un torrent. Va fer la seva última aparició en la pel·lícula The Day of the Wolves el 1971.
El 1966, es va casar amb el productor Hal B. Wallis, i restà amb ell fins a la seva mort el 1986. El 1990, va publicar la seva autobiografia Finding My Way: A Hollywood Memoir.

## Filmografia
- The Locket (1946)
- Thunder Mountain (1947)
- The Velvet Touch (1948)
- Gun Smugglers (1948)
- Rustlers (1949)
- The Clay Pigeon (1949)
- Sense miraments (Roughshod) (1949)
- The Lawless (1950)
- Oriental Evil (1951)
- Yukon Gold (1952)
- So Big (1953)
- Abbott and Costello Go to Mars (1953)
- Riders to the Stars (1954)
- The Battle of Rogue River (1954)
- Sabrina (1954)
- Lucky Me (1954)
- Wyoming Renegades (1954)
- Kiss of Fire (1955)
- Francis a la marina (Francis in the Navy) (1955)
- The Delicate Delinquent (1956)
- Red Sundown (1956)
- Showdown at Abilene (1956)
- Mister Cory (1957)
- Kelly and Me (1957)
- My Man Godfrey (1957)
- Battle Hymn (1957)
- Once Upon a Horse (1958)
- Houseboat (1958)
- Vacances a París (Paris Holiday) (1958)
- Com un torrent (Some Came Running) (1958)
- The Big Fisherman (1959)
- The Best of Everything (1959)
- Desire in the Dust (1960)
- Imperi de titans (Ice Palace) (1960)
- Mistress of the World (1960)
- The Right Approach (1961)
- The Last Time I Saw Archie (1961)
- A Girl Named Tamiko (1962)
- Wives and Lovers (1963)
- L'home del Diners' Club (The Man from the Diner's Club) (1963)
- Pyro (1964)
- Blood on the Arrow (1964)
- First Men in the Moon (1964)
- Bikini Beach (1964)
- The Carpetbaggers (1964)
- The Sons of Katie Elder (1965)
- La caça de l'home (The Chase) (1966)
- The Night of the Grizzly (1966)
- Picture Mommy Dead (1966)
- The House of 1,000 Dolls (1967)
- L'esdeveniment (The Happening) (1967)
- Some May Live (1967)
- War, Italian Style (1967)
- Catch as Catch Can (1967)
- Once You Kiss a Stranger (1969)
- Crossplot (1969)
- The Day of the Wolves (1971)

## Premis i nominacions
| Any  | Categoria                           | Pel·lícula     | Resultat  |
| ---- | ----------------------------------- | -------------- | --------- |
| 1958 | Oscar a la millor actriu secundària | Com un torrent | Candidata |